# Natalia Lesz
Natalia Lesz, född 27 juli 1981 i Warszawa, är en polsk sångare och skådespelare.

## Karriär
Natalia Lesz självbetitlade debutalbum Natalia Lesz släpptes den 11 april 2008. Albumet nådde trettonde plats på den polska albumlistan. Samma år tog hon emot två priser för "årets debutartist". Hennes andra album That Girl släpptes den 18 oktober 2011. Albumet nådde fyrtiofjärde plats på albumlistan. Bland hennes mest framgångsrika låtar finns singeln "Coś za coś" som gavs ut den 15 juni 2009. Låtens musikvideo hade fler än en halv miljon visningar på Youtube i september 2012. Hon har även medverkat i både film och TV-serier som skådespelare.

## Diskografi

### Album
- 2008 - Natalia Lesz
- 2011 - That Girl